# White Lightning (automóvil)
El White Lightning es un automóvil eléctrico diseñado para batir récords de velocidad, capaz de alcanzar los 400 km/h (248,5 mph). Fue construido por la Dempsey's World Record Associates (DWRA), siendo pilotado en sus recorridos de récord por Pat Rummerfield, conocido como el primer tetrapléjico completamente recuperado del mundo. En octubre de 2003, su récord fue superado por el Buckeye Bullet, lo que repitió en octubre de 2004, dejando el récord de un automóvil eléctrico en 315,958 mph (508,5 km/h).